# Michael Middelkoop
Michael Middelkoop (Rotterdam, 30 oktober 1986) is een Nederlands filmregisseur, scenarioschrijver en auteur. Hij won in 2024 een Gouden Kalf voor zijn film Dit is geen kerstfilm.

## Biografie
Middelkoop studeerde Filmstudies aan de Universiteit van Amsterdam. Na zijn afstuderen werkte hij een aantal jaren in de reclame. Hij maakte onder meer commercials voor Adidas, Asics en Lego. Zijn korte film Netflix & Chill werd in 2017 genomineerd voor de debuutcompetitie van het Nederlands Film Festival.
Voor televisie regisseerde hij onder andere Zina, Bad Influencer en Vakkenvullers.
Zijn eerste speelfilm Dit is geen kerstfilm kwam uit in 2024. In 2025 verscheen Straatcoaches vs Aliens.

## Filmografie
| Jaar      | Film/televisieserie     | Bijdragen | Bijdragen | Bijdragen | Opmerkingen                                           |
| Jaar      | Film/televisieserie     | Regie     | Scenario  | Productie | Opmerkingen                                           |
| --------- | ----------------------- | --------- | --------- | --------- | ----------------------------------------------------- |
| 2025      | Straatcoaches vs Aliens | Afgevinkt | Afgevinkt |           | speelfilm                                             |
| 2024      | Dit is geen kerstfilm   | Afgevinkt |           |           | speelfilm                                             |
| 2024      | Koolhoven Presenteert   | Afgevinkt |           |           | tv-miniserie, 1 aflevering                            |
| 2024      | Trauma Porn Club        | Afgevinkt |           |           | tv-film                                               |
| 2022      | Seef Spees              | Afgevinkt |           |           | televisieserie                                        |
| 2021-2022 | Zina                    | Afgevinkt |           |           | televisieserie, 8 afleveringen                        |
| 2021      | Onze straat             | Afgevinkt |           |           | televisieserie, 1 aflevering                          |
| 2019      | Donnie: Barry Hayze     | Afgevinkt |           |           | korte film                                            |
| 2019      | Snor                    | Afgevinkt | Afgevinkt |           | korte film                                            |
| 2018-2022 | Vakkenvullers           | Afgevinkt |           | Afgevinkt | televisieserie, 31 afleveringen producer seizoen 2022 |
| 2018      | Anouk: Het is klaar     | Afgevinkt |           |           | korte film                                            |
| 2017      | Netflix & Chill         | Afgevinkt | Afgevinkt |           | korte film                                            |